# Pénélope pajuil
Penelopina nigra
Genre
Espèce
Statut de conservation UICN

 VU A2cd+3cd+4cd : Vulnérable
Statut CITES
La Pénélope pajuil (Penelopina nigra) est une espèce d'oiseaux de la famille des Cracidae, l'unique représentante du genre Penelopina.

## Description
Elle mesure entre 59 et 65 cm de longueur. Elle présente un dimorphisme sexuel : le plumage des mâles est d'un noir brillant dans le dos et les ailes et brun foncé sur le ventre tandis que les femelles sont brunes avec des bandes noires, la queue est plus sombre avec des barres noires. Le bec et la gorge sont rouges.

Répartition de la Penelopina nigra.

## Répartition
Son aire s'étend du Chiapas au Mexique jusqu'au nord-ouest du Nicaragua en passant par le Honduras et le Guatemala et l'extrême nord du Salvador .

## Habitat
Son habitat naturel est les forêts humides subtropicales ou tropicales entre 500 et 2 500 m d'altitude.
Elle est menacée par suite d'une chute brutale de sa population.

## Référence
- Brooks, Daniel M., Laura Cancino & Sergio L. Pereira (eds), Conserving Cracids: The most Threatened Family of Birds in the Americas, Houston Museum of Natural Science, 2006 (ISBN 0-9668278-2-1, lire en ligne [PDF])

1. ↑  (en) Jesse Fagan et Oliver Komar, Peterson field guide to birds of northern central america, New-York, Peterson Field Guide, 2016, 439 p. (ISBN 9780544373266), p. 36, 37